# 492年
| 千纪： | 1千纪                                                                                           |
| 世纪： | 4世纪 \| 5世纪 \| 6世纪                                                                         |
| 年代： | 460年代 \| 470年代 \| 480年代 \| 490年代 \| 500年代 \| 510年代 \| 520年代                       |
| 年份： | 487年 \| 488年 \| 489年 \| 490年 \| 491年 \| 492年 \| 493年 \| 494年 \| 495年 \| 496年 \| 497年 |
| 纪年： | 壬申年（猴年）；北魏太和十六年；柔然太安元年；南朝齐永明十年                                    |

## 大事记
- 樓蘭被高車所滅。

## 出生
- 长孙俭
- 顾越

## 逝世
- 萧嶷
- 郑羲